# Затворено деоничарско друштво
Затворено акционарско друштво представља врсту акционарског друштва, чије се акције издају само његовим оснивачима или ограниченом броју других лица. Број акционара у затвореном акционарском друштву је ограничен на највише 100 акционара.
Уколико се број акционара у затвореном акционарском друштву повећа и одржи изнад наведеног броја акционара у периоду који је дужи од годину дана, то друштво постаје отворено акционарско друштво.
Затворено акционарско друштво не може вршити упис акција јавном понудом.